# Colector de escape

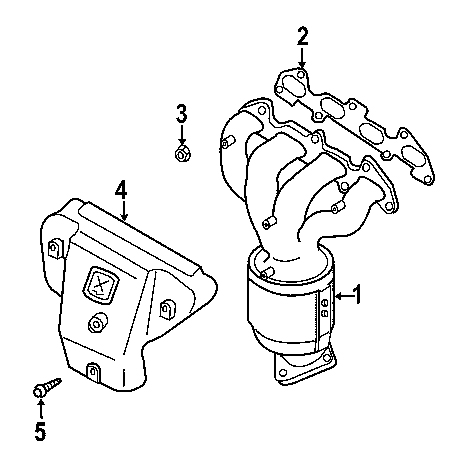
Diagrama de colector de escape de un Kia Rio. 1. colector; 2. junta; 3. tuerca; 4. aislante térmico; 5. tornillo del aislante

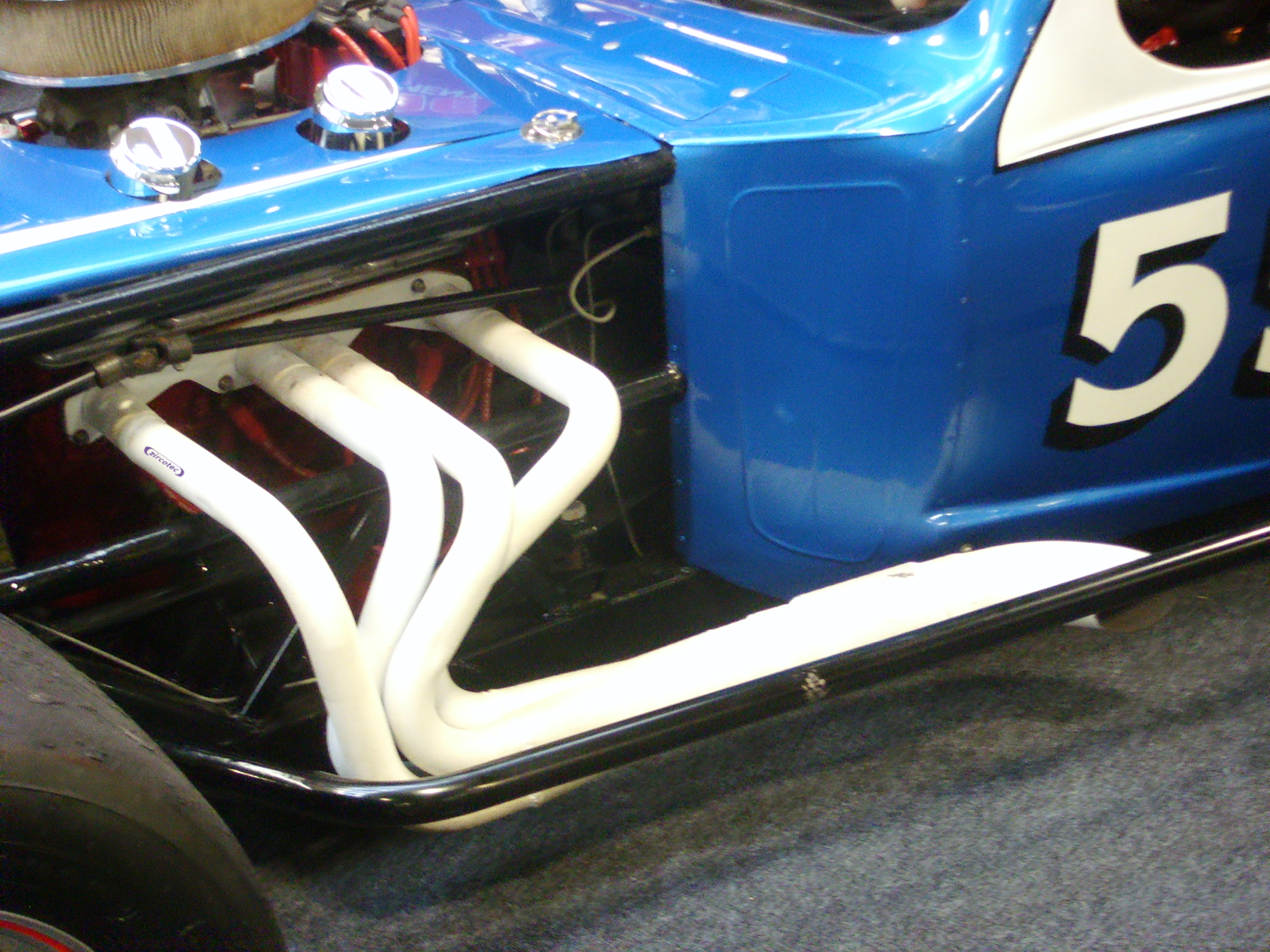
Colector de escape con cobertura cerámica en el lateral de un vehículo.

En ingeniería automotriz, un colector de escape, (también llamado lumbrera o múltiple) es una unión de tubos o conductos que recoge los gases de escape de 1 o más cilindros de un motor térmico alternativo, a la salida de la culata del motor, agrupándolos en un solo tubo. Su contraparte es el colector de admisión que abastece la mezcla de combustible y aire (o solo aire) a cada uno de los pistones. Hay que aclarar que si no se unen varios conductos en un solo conducto de gases entonces no hay colector, como es el caso de un escape por cada pistón o motores de un solo pistón (en casos de motores de una válvula de escape por cada pistón).

## Fabricación
Normalmente son fabricados por moldeo a la arena de hierro o algún metal o aleación que resista las altas temperaturas de los gases de escape, en el caso de los colectores pueden ser fabricados mediante tubos doblados y soldados a bases para su conexión a la cabeza del motor y unidos al colector. Pueden estar recubiertos o no con pintura cerámica para protección de la temperatura o estética y/o cubiertas con una placa aislante térmica para mantener el área del motor lo más libre de calor, en el caso de los automóviles. 

## Funcionamiento
El objetivo de un buen colector de escape es no obstruir el libre flujo de los gases de escape, que harían disminuir la potencia del motor, pero deben de reforzar el efecto de vacío que se produce en el instante de cierre/apertura de las válvulas de escape/admisión, ya que el final de salida del escape atrae el aire fresco de la admisión al cilindro por los efecto de inercia, vacío, el efecto de resonancia (ya que la presión dentro de la cámara de combustión se ve influida por la velocidad de transmisión del sonido en el gas; que son ondas de presión; y a 1/4 de onda en resonancia se tendría la mínima presión dentro de la cámara a máxima presión en el colector o tubo de escape) y fenómenos de turbulencia e interferencia entre los escapes de los otros cilindros. Siguiendo las leyes generales de los gases ideales y la back pressure.
Básicamente un colector de escape debe estar diseñado para aumentar el efecto de depresión que se produce cuando los gases poscombustión lo atraviesan y así favorecer la salida del cilindro de los mismos, permitiendo que ingrese más aire fresco mejorando el llenado del cilindro.

Corte en un colector de escape donde se ve la presión (en azul), que no es homogénea por las fuerzas centrípetas y el flujo.